# Terpsichore semihirsuta
Terpsichore semihirsuta är en stensöteväxtart som först beskrevs av Kl., och fick sitt nu gällande namn av Alan Reid Smith. Terpsichore semihirsuta ingår i släktet Terpsichore och familjen Polypodiaceae. Inga underarter finns listade.